# Pyrgotèle
Pyrgotèle, en grec Πυργοτέλης, est un glypticien grec, qui vivait au IVe siècle av. J.-C., du temps d’Alexandre.

Il s’adonna à la gravure des pierres fines et surpassa dans cet art tous ceux qui l’avaient précédé. Pyrgotèle partagea avec Lysippe et Apelle l'honneur de pouvoir retracer exclusivement les traits du fameux conquérant macédonien.
On croit qu’aucun de ses ouvrages n’est parvenu jusqu’à nous. Un Hercule assommant l’hydre, un Phocion et une Tête d’Alexandre qu’on lui a attribués paraissent ne point être de lui.